# Mordecai Brown
Mordecai Peter Centennial Brown, detto "Three Fingers" e "Miner", ovvero "Tre Dita" e "Minatore" (Nyesville, 19 ottobre 1876 – Terre Haute, 14 febbraio 1948), è stato un giocatore di baseball statunitense.
Pitcher fra i più celebri della sua epoca, e membro della Baseball Hall of Fame, è rimasto famoso, oltre che per le sue doti atletiche e di lanciatore, per una sua caratteristica fisica: era infatti rimasto privo, a causa di un incidente avuto in gioventù, di buona parte del dito indice della mano destra, quella con cui lanciava. Nonostante questo handicap, e in parte anche grazie ad esso, riuscì ad elaborare un proprio peculiare stile di lancio e a diventare uno dei maggiori professionisti della Major League Baseball nella prima metà del secolo scorso.

## Biografia e carriera
Mordecai Brown nacque a Nyesville, in Indiana, nel 1876. Mosse i suoi primi passi nel baseball professionistico nella piccola squadra di Terre Haute nel 1901, prendendo parte al campionato minore della Illinois-Indiana-Iowa League (detta "lega delle tre I"). Raggiunse la Major League solo nel 1903, alla relativamente tarda età di 26 anni, nelle file dei St.Louis Cardinals.
Nel 1904 passò ai Chicago Cubs, squadra in cui rimase fino al 1913 in quello che fu il suo periodo migliore, durante il quale raggiunse molti successi personali e di squadra, vincendo per due volte più di 20 partite per stagione (nel 1906 e 1911) e giungendo a disputare due World Series. Dopo aver lasciato in Cubs, nel 1913 giocò con i Cincinnati Reds; l'anno successivo passò in Federal League (un campionato professionistico alternativo alla MLB esistito effimeramente tra 1914 e 1915) vestendo le maglie di St. Louis Terriers, Brooklyn Tip-Tops e Chicago Whales. Nel 1916 tornò ai Chicago Cubs per disputare un'ultima stagione, alla fine della quel si ritirò all'età di 40 anni. La sua ultima partita ebbe luogo il 4 settembre 1916 fra la sua squadra ed i Cincinnati Reds in cui militava Christy Mathewson, da molti considerato il suo più grande rivale. La partita finì con la vittoria della squadra di Mathewson.
Alla fine della sua carriera, Brown poteva vantare un record personale di 1375 strikeout, ed una media PGL di 2.06, la terza più alta nella storia della Major League Baseball, dopo quelle di Ed Walsh e Addie Joss.
Dopo il suo ritiro dal professionismo, continuò comunque a giocare in leghe minori nella natia Terre Haute, e ad esibirsi in incontri di esibizione per un'altra decade. In seguito lasciò definitivamente il baseball mettendosi a dirigere una stazione di servizio in Indiana, pur non disdegnando apparire in vari incontri e commemorazioni con altre vecchie glorie della MLB. Negli ultimi anni della sua vita ebbe dei problemi con il diabete, ed infine morì nel 1948.
Venne eletto membro della Baseball Hall of Fame nel 1949, un anno dopo la sua morte.

## "Tre dita"
Mordecai Brown si procurò la menomazione che gli valse il soprannome a seguito di un incidente avvenuto mentre, da ragazzo, armeggiava con un macchinario agricolo; il dito indice gli venne troncato di netto all'altezza della prima falange. In seguito, mentre ancora era in via di guarigione da questo infortunio, cadde malamente rompendosi anche il medio; le ossa non vennero sistemate correttamente e si saldarono in maniera anomala.
Malgrado la doppia menomazione, Brown riuscì, con una costante pratica nel lancio, a possedere un controllo ottimale della palla; inoltre, proprio grazie al peculiare modo in cui era costretto ad afferrarla, divenne in grado di apportare alla stessa un notevole effetto, che lo rese un ottimo lanciatore di curveball (palle curve) e di changeup. Queste particolarità contribuirono a renderlo un eccellente lanciatore professionista, le cui palle effettate erano difficili da ribattere.

## Filmografia

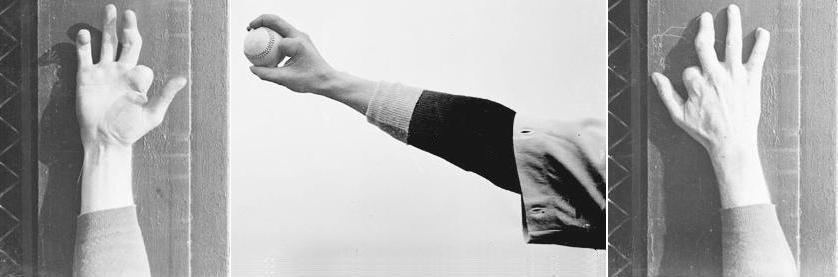
La mano destra di Mordecai Brown ed il modo in cui questi afferrava la palla.

- World Series Baseball Game
- World's Championship Series
- Animated Weekly, No. 98
- Mutual Weekly, No. 70
- Pathé News, No. 20